# بيتي إس. ميرفي
بيتي إس. ميرفي (بالإنجليزية: Betty S. Murphy)‏ هي محامية أمريكية، ولدت في 1 مارس 1933 في إيست أورانج في الولايات المتحدة، وتوفيت في 16 أكتوبر 2010 في واشنطن العاصمة في الولايات المتحدة.